# Live from the UK Sept./2006
Live From the UK Sept./2006 is het eerste livealbum van de Canadese rockband Billy Talent. Het album is uitgegeven via de website "Concertlive.co.uk". Het bestaat uit twee cd's, waarvan de eerste op 8 september en de tweede op 16 september 2006 werd uitgegeven.

## Cd 1

### Disc 1
1. "This Is How It Goes"
2. "Red Flag"
3. "This Suffering"
4. "Line & Sinker"
5. "Fallen Leaves"
6. "The Ex"
7. "Cut the Curtains"
8. "Surrender"
9. "Worker Bees"

### Disc 2
1. "Prisoners of Today"
2. "Sympathy"
3. "Standing in the Rain"
4. "Burn the Evidence"
5. "Perfect World"
6. "River Below"
7. "Devil in a Midnight Mass"
8. "Nothing to Lose"
9. "Try Honesty"

## Cd 2

### Disc 1
1. "This Is How It Goes"
2. "Devil In A Midnight Mass"
3. "This Suffering"
4. "Line & Sinker"
5. "Fallen Leaves"
6. "Cut the Curtains"
7. "The Ex"
8. "Nothing to Lose"
9. "Worker Bees"

### Disc 2
1. "Standing in the Rain"
2. "Burn the Evidence"
3. "Perfect World"
4. "River Below"
5. "Encore"
6. "Red Flag"
7. "Surrender"
8. "Try Honesty"